# Kraków Miasto Literatury UNESCO
Kraków Miasto Literatury UNESCO – członek Sieci Miast Kreatywnych UNESCO. Sieć powstała w 2004 roku, aby promować współpracę między miastami, które uważają kreatywność za strategiczny czynnik zrównoważonego rozwoju. Każde miasto należące do Sieci Miast Kreatywnych UNESCO realizuje jej idee na jednym z siedmiu pól kreatywnej działalności, które stanowią: literatura, film, muzyka, media arts, design, gastronomia oraz rzemiosło i sztuka ludowa. Kraków otrzymał tytuł Miasta Literatury UNESCO 21 października 2013 r. jako pierwsze słowiańskie i drugie nieanglojęzyczne miasto na świecie. Głównym zadaniem Krakowa Miasta Literatury UNESCO jest tworzenie i realizacja programu promocji literackiego dziedzictwa, popularyzacji czytelnictwa wśród mieszkańców i wsparcia dla lokalnego rynku książki.
Operatorem programu Krakowa Miasta Literatury UNESCO jest Krakowskie Biuro Festiwalowe.

## Kraków w Sieci
W efekcie trwających ponad trzy lata starań, które zaowocowały stworzeniem spójnej strategii rozwoju lokalnego życia literackiego, Kraków uzyskał w 2013 r. – jako pierwsze miasto słowiańskie i drugie w Europie Kontynentalnej – tytuł Miasta Literatury UNESCO, będąc jednocześnie pierwszym polskim przedstawicielem w Sieci. Od samego początku jest jej aktywnym i zaangażowanym członkiem, również na wewnętrznych szczeblach organizacji. Kraków od 2013 r. pełni funkcję koordynatora Miast Literatury, polegającą na pośredniczeniu w ich kontaktach z Sekretariatem UNESCO, ułatwianiu między nimi przepływu informacji oraz czuwaniu nad przebiegiem realizowanych wspólnie projektów. Ponadto Kraków zasiada w Komitecie Sterującym Sieci Miast Kreatywnych, gdzie uczestniczy w podejmowaniu kluczowych decyzji na szczeblu generalnym.

## Program
Na program Krakowa Miasta Literatury składają się działania i inicjatywy w 10 obszarach strategicznego rozwoju:
- Integrowanie życia literackiego w całym bogactwie i różnorodności
- Tworzenie połączeń między literaturą, nowymi mediami i przemysłami kreatywnymi
- Kreowanie postaw czytelniczych
- Organizacja wydarzeń i festiwali literackich
- Wspieranie rozwoju przemysłów książki
- Inicjowanie i wspieranie obecności literatury w przestrzeni publicznej
- Rozwijanie programów stypendialnych
- Rozwijanie związków literatury z prawami człowieka
- Zacieśnianie współpracy międzynarodowej w dziedzinie literatury
- Edukacja literacka

## Projekty
Festiwale
Kraków Miasto Literatury UNESCO jest gospodarzem dwóch dużych festiwali literackich: Festiwalu Conrada (największego wydarzenia tego typu w Polsce) oraz Festiwalu Miłosza. Oba festiwale otrzymały w 2017 r. od Europejskiego Stowarzyszenia Festiwali znak jakości EFFE Label, przyznawany wydarzeniom o międzynarodowej randze, wyróżniającej się jakości artystycznej i wysokim zaangażowaniu lokalnej społeczności.
Wsparcie dla debiutów
Kraków Miasto Literatury UNESCO angażuje się we wspieranie młodych talentów i literackich debiutantów. Co roku podczas Festiwalu Conrada przyznawana jest Nagroda Conrada za najlepszy debiut. We współpracy z Fundacją Tygodnika Powszechnego oraz Instytutem Książki stworzono także skierowany do oficyn wydawniczych program Promotorzy Debiutów, który zapewnia wydawcom środki na pokrycie kosztów publikacji debiutanckich utworów. Ponadto realizowany jest Kurs Kreatywnego Pisania Miasta Literatury UNESCO, który pozwala jednoczyć i kształcić młode talenty pod okiem uznanych i doświadczonych pisarzy.
Czytaj PL!
Czytaj PL! to stworzona we współpracy z platformą e-booków Woblink.com akcja promująca czytelnictwo poprzez umożliwienie darmowego dostępu do elektronicznych wersji książkowych nowości i bestsellerów. Organizatorzy rozwieszają w miejscach publicznych (głównie na przystankach i w szkołach) plakaty z kodami QR, które, zeskanowane przy użyciu aplikacji Woblink, dają mobilny dostęp do wybranych książek.
Kody Miasta
W ramach projektu Kody Miasta ławki na krakowskich Plantach opatrzone zostały specjalnymi tabliczkami, na których znajdują się nazwiska ważnych dla Krakowa pisarzy i specjalne kody QR, odsyłające do strony internetowej z fragmentem tekstu danego autora oraz nagraniem w polskiej i angielskiej wersji językowej (przypis).
Multipoezja. Wiersze na murach
W każdym pierwszym tygodniu miesiąca na ścianie Kamienicy Potockich przy Rynku Głównym 20 wyświetlane są wiersze autorów związanych z innymi Miastami Literatury – Dublinem, Edynburgiem, Iowa City, Melbourne, Norwich i Reykjavikiem.
Domofon poezji
Domofon poezji został zamontowany przy drzwiach do kawiarni Nowa Prowincja przy ul. Brackiej 3-5. Wszystkie guziki opatrzone są nazwiskami związanych z Krakowem poetów, m.in. Wisławy Szymborskiej, Ewy Lipskiej, Czesława Miłosza, Adama Zagajewskiego, Ryszarda Krynickiego czy Bronisława Maja. Po naciśnięciu któregoś z nich z głośnika domofonu słychać głos danych poetek i poetów, czytających swoje wiersze.
Spacery literackie
Kraków Miasto Literatury UNESCO organizuje cykliczne spacery literackie, dzięki którym czytelnicy mają okazję wraz z przewodnikiem zobaczyć ważne dla najwybitniejszych pisarzy żyjących w Krakowie budynki i miejsca. Do tej pory wytyczono w ramach projektu kilka szlaków literackich, poświęconych Wisławie Szymborskiej, Czesławowi Miłoszowi, Stanisławowi Lemowi, Stanisławowi Wyspiańskiemu czy Josephowi Conradowi.
Krakowskie Księgarnie na Medal
Projekt koncentruje się na współpracy ze stacjonarnymi księgarniami w Krakowie i został przygotowany z myślą o czytelnikach, miłośnikach książek i księgarzach. Ma za zadanie wesprzeć krakowski rynek książki poprzez integrację, koordynację i realizację bogatego programu wydarzeń kulturalnych w krakowskich księgarniach stacjonarnych. W ramach projektu księgarnia mają zdobyć dodatkowe narzędzia i metody promocji, a także wzbogacić ofertę kulturalną i zbudować trwałe relacje z czytelnikami.
Krakowski Kiermasz Książki
Krakowski Kiermasz Książki to cykliczna impreza, która promuje ideę drugiego obiegu literatury. Odbywa się raz na kilka tygodni na Placu św. Marii Magdaleny w Krakowie, gdzie kilkunastu krakowskich  antykwariuszy i bukinistów rozkłada stoiska, prezentując swoją ofertę czytelnikom. Kiermaszowi zawsze towarzyszą dyskusje, spotkania literackie, a także plenerowe widowiska.
Festiwal Niezależnych Księgarni
Festiwal Niezależnych Księgarni to projekt Fundacji Kopernika realizowany w księgarniach pod patronatem Krakowa Miasta Literatury UNESCO. FNK stanowi całoroczny cykl wydarzeń tworzonych przez księgarzy dla wszystkich czytelników, którzy chcą wspólnie rozmawiać o książkach.
Czytaj lokalnie
Projekt mający na celu promocję księgarń jako centrów kultury i miejsc tworzenia więzi społecznych. Czytaj lokalnie promuje najbardziej oryginalne księgarnie, prowadzące unikalną, autorską i oddolną działalność kulturalną. W ramach projektu powstała seria wywiadów z pracownikami i znanymi bywalcami najciekawszych krakowskich księgarń.
Drugie Życie Książki
Akcja umożliwiająca czytelnikom bezpłatne wymienianie się książkami. Odbywa się cyklicznie w najciekawszych związanych z literaturą miejscach w Krakowie.

## Współpraca międzynarodowa
ICORN (International Cities of Refuge Network)
ICORN to niezależna sieć miast, oferująca azyl pisarzom i artystom prześladowanym za swoją twórczość, występująca w obronie wolności słowa i demokratycznych wartości oraz działająca na rzecz międzynarodowej solidarności.  Miasta członkowskie sieci oferują schronienie tym, którzy z powodu prześladowań nie mogą swobodnie żyć i tworzyć we własnej ojczyźnie. Głównym celem ICORN jest zapewnienie azylu jak największej liczbie prześladowanych pisarzy i artystów, a także stworzenie wraz z siostrzanymi organizacjami trwałej globalnej sieci stającej w obronie wolności słowa. W latach 2011–2017 Kraków gościł w ramach programu ICORN siedmioro pisarzy: Marię Amelie (właściwe nazwisko Madina Salamowa – Osetia Północna, dziś w Norwegii), Kareema Amera (Egipt/dziś w Norwegii), Mostafę Zamaninija (Iran), Lawona Barszczewskiego (Białoruś), Asli Erdogan (Turcja), Felixa Kaputu (Kongo) oraz Monema Mahjouba (Libia). W realizacji programu ICORN Kraków Miasto Literatury współpracuje ze Stowarzyszeniem Willa Decjusza, które koordynuje pobyt rezydentów i zapewnia im miejsce pracy twórczej.
Drop the Mic. Nordic-Baltic Slam Poetry Network
Drop the Mic to projekt mający na celu stworzenie międzynarodowej przestrzeni poetów, pisarzy, tekściarzy i organizatorów festiwali oraz slamów poetyckich, wspierających literaturę w ujęciu performatywnym. Projekt ma za zadanie popularyzację slamu poetyckiego i międzynarodową integrację jego środowiska poprzez wspólne uczestnictwo w projektach. Do tej pory wydarzenia związane z Drop the Mic (spotkania, warsztaty, slamy poetyckie) odbyły się Reykjaviku (Islandia), Tartu (Estonia), Kopenhadze (Dania), Heidelbergu (Niemcy) oraz Krakowie.
Engage! Young Producers
Engage! Young Producers to międzynarodowy projekt edukacyjny ukierunkowany na promowanie zaangażowanego uczestnictwa młodzieży w życie literackie i kulturalne, pojmowanego jako środek do kształtowania umiejętności krytycznego myślenia oraz lepszego rozumienia wielokulturowej rzeczywistości. Głównym adresatem projektu jest młodzież licealna (między 16 a 19 rokiem życia), zwłaszcza ta z utrudnionym dostępem do kultury, a także wszelkie lokalne organizacje i instytucje kulturalne, których działalność wiąże się z literaturą. Engage! odbywa się jednocześnie w kilku europejskich miastach (Barcelona, Norwich, Vaxjo, Kraków), a każde z nich przy wsparciu szkół średnich, bibliotek i instytucji kultury, opracowuje własny, przystosowany do lokalnych warunków i potrzeb program, aby jak najlepiej zrealizować ogólne założenia całego projektu Engage!. W ramach Engage! Young Producers Krakowskie Biuro Festiwalowe realizuje roczny program edukacyjny dla licealistów – Słowo w słowo. Poetry is my language.
Program Rezydencjalny Krakowa Miasta Literatury UNESCO
Program rezydencjalny skierowany do pisarzy i twórców z  pozostałych Miast Literatury UNESCO. W ramach stypendialnego pobytu w Krakowie rezydenci mają szansę poznać krakowskie życie literackie,  nawiązać kontakty z lokalną branżą literacką i pisarzami. Do tej pory Kraków gościł Brynjara Jóhannessona z Reykjaviku, Sarah Stewart z Edynburga oraz Sarah Herman z Norwich.